# Pat Fraley
Patrick Howard "Pat" Fraley (sinh ngày 18 tháng 2 năm 1949) là một diễn viên lồng tiếng và giáo viên dạy thuyết minh phim người Mỹ. nổi tiếng với vai trò lồng tiếng của Krang, Casey Jones, Baxter Stockman và một số nhân vật từ các loạt phim truyền hình hoạt hình năm 1987 Teenage Mutant Ninja Turtles. Ông cũng là một thành viên của Các huấn luyện viên Thuyết minh và Lồng tiếng Hoa Kỳ.

## Nghề nghiệp
Vai đầu tiên của ông vào năm 1979, trong phim của Hanna-Barbera có tựa Scooby-Doo Goes Hollywood là phim ông lồng tiếng bổ sung.
Năm 1985, ông đã lồng tiếng Ace trong G.I. Joe: A Real American Hero và Hillbilly Jim trong Hulk Hogan's Rock 'n' Wrestling. Ông vào vai Slick Rùa trong phim của ABC The Littles. Sau này ông lồng tiếng của Huấn luyện viênh Frogface và Sludge trong Galaxy High.
Ông đã lồng tiếng cho 60 nhân vật trong loạt phim truyền hình hoạt hình Teenage Mutant Ninja Turtles: Al, Aleister, Army Colonel, Antrax, Billy Jim Bob McJames, Bully, Chakahachi, Clown, Dr. Davens, Electrozapper, Erik/Erk  Krang, Casey Jones, chủ tiệm phô mát, Dippy, Dirtbag, Baxter Stockman, Barney Stockman, công nhận trạm ga, The Great Boldini, người bán hàng tiệm kim hoàn, Joey, Hans, Zak the Nutrino, Granitor, Burne Thompson, Kazuo Saki, viên bảo vệ thư viện, Maitre'd, Malathor, Man with cotton candy, Mr. Reilly, Napoleon Bonafrog, Nasty Krangazoid, Obento, Rich man, cảnh sát trưởng, viên cảnh sát, Professor Mindbender, Raptor, Ray, Rodney's butler, Sailor, Scaredy Krangazoid, Scumbug, Seymour/Security guard, Second Viking, Short criminal, Sergeant O'Flaherty, Shogun, Slash, Smarty Krangazoid, cảnh sát tàu điện ngầm, Titanus, Turtle cab driver, Wally cleaver, và Vernon Fenwick.
Trong những năm 1980 và 1990 ông diễn xuất trong vai khách mời trong loạt phim hoạt hình như: Denver, the Last Dinosaur, Garfield and Friends, The Twisted Tales of Felix the Cat, Little Clowns of Happytown, The New Yogi Bear Show, Filmation's Ghostbusters, Goof Troop, Bonkers, Gargoyles, Yo Yogi!, Batman: The Animated Series, Bobby's World, The Tick,  James Bond Jr., The Mask: The Animated Series, The Little Mermaid, và The Angry Beavers.
Pat lồng tiếng nhân vật BraveStarr,  Fireball trong Saber Rider and the Star Sheriffs, Cousin It trong The Addams Family, Max Ray in Ruby Spears' The Centurions, Lurky, Buddy Blue, On-X and Evil Force in Rainbow Brite, young Scrooge McDuck và Sir Guy Standforth trong DuckTales, Gwumpki in Quack Pack, Sniff in Space Cats and as Wildcat in TaleSpin. Ông cũng lồng tiếng mèo Kyle trong The Tom and Jerry Kids Show và nhân vật chính, Marshal Moo Montana trong Wild West C.O.W.-Boys of Moo Mesa cũng như Tuffy Smurf trong Xì Trum.
Năm 2004, Fraley xuất hiện trong phim của Nickelodeon có tựa My Life as a Teenage Robot và ChalkZone. Năm sau, anh đóng một vai nhỏ trong bộ phim hoạt hình của Disney The Wild và cũng lồng tiếng cậu của Fred Karl trong tập What's New, Scooby-Doo?. Ngoài ra ông còn tham gia lồng tiếng Mr. Harris trong 'Til Death và hai phim khác The High Crusade và The Fisher King.
Các vai trong Toy Story 2, Monsters, Inc., Chicken Little, Tangled, Happy Feet Two và The Muppets, và Lincoln.